# ألف هنريكسون
ألف هنريكسون (بالسويدية: Alf Henrikson) (و. 1905 – 1995 م) هو مترجم، وشاعر، وصحفي، وكاتب سويدي، ولد في هوسكفارنا، توفي عن عمر يناهز 90 عاماً.

## جوائز
حصل على جوائز منها:
- ميدالية الآداب والفنون [الإنجليزية]‏ (1977).

## وصلات خارجية
- ألف هنريكسون على موقع IMDb (الإنجليزية)
- ألف هنريكسون على موقع ميوزك برينز (الإنجليزية)

- ألف هنريكسون في قاعدة بيانات الأفلام على الإنترنت